# Aristotelia ericinella
Aristotelia ericinella — вид лускокрилих комах з родини виїмчастокрилі молі (Gelechiidae).

## Поширення
Вид поширений в Європі, за винятком більшої частини Балканського півострова.

## Опис
Розмах крил 9–13 мм. Передні крила темно-руді; спинна смуга доходить до середини крила, іноді є червонувато-охриста задня пляма в дискальній ділянці; є пляма на тильній поверхні біля основи, коса фасція на 1/4, фасція з ребрами посередині, торнальна пляма, реброва пляма за нею та деякі кінцеві точки рожево-срібллястого забарвлення; рильця іноді нечітко чорнуваті. Задні крила сірі.
Личинка вохристо-коричнева, рожева; підспинна лінія темно-коричнева, частково обрамлена блідо-жовтим відтінком; дихальце блідо-жовте, тонке; голова і передня частина тіла блідо-коричневі.

## Спосіб життя
Імаго розлітаються з липня по серпень. Личинки живляться видами Calluna та Empetrum nigrum. Личинок можна знайти з вересня по червень.